# Lauretta
Lauretta est une communauté dans le comté de Prince de l'Île-du-Prince-Édouard, Canada, au nord-ouest d'Alberton.